# Mellanformatskamera
En mellanformatskamera är en kamera med ett filmformat som är större än småbildsformatet (c:a 24×36 mm), men mindre än storformat (c:a 9×12 cm).
Det vanligaste filmformatet i mellanformatskameror är 120-film (vanligen 6×6 cm eller 6×4,5 cm) men kameror för bladfilm tillverkas fortfarande. Vanliga mellanformatskameror är Hasselbladskameran och Rolleiflex vilka oftast ger 6×6 cm negativstorlek, och Pentax för 6×4,5- och 6×7-centimeterformatet. Mellanformatskameran är ett mellanting mellan storformatskamera och småbildskamera. Den stora fördelen är att mellanformatskameran ger ett större negativ som ger bättre gradation och skärpa.
Objektivens upplösning är tämligen oberoende av formatet, vilket gynnar stora negativ. Tryckeriena på analogsidan har många gånger krävt mellanformatsnegativ med tanke på skärpeförsämringar i tryckkedjan.
1948 presenterade Viktor Hasselblad den första enögda spegelreflexkameran byggd på mellanformat. Med tiden skulle det bli fler. En tillverkare som direkt kopierade Hasselbladskameran var sovjetiska/ukrainska Kiev. Men japansk kameraindustri har senare byggt egna spegelreflexkameror som blivit konkurrenter till den dominerande "Hasselbladaren". De finns även som mätsökarkameror.

## Bilder

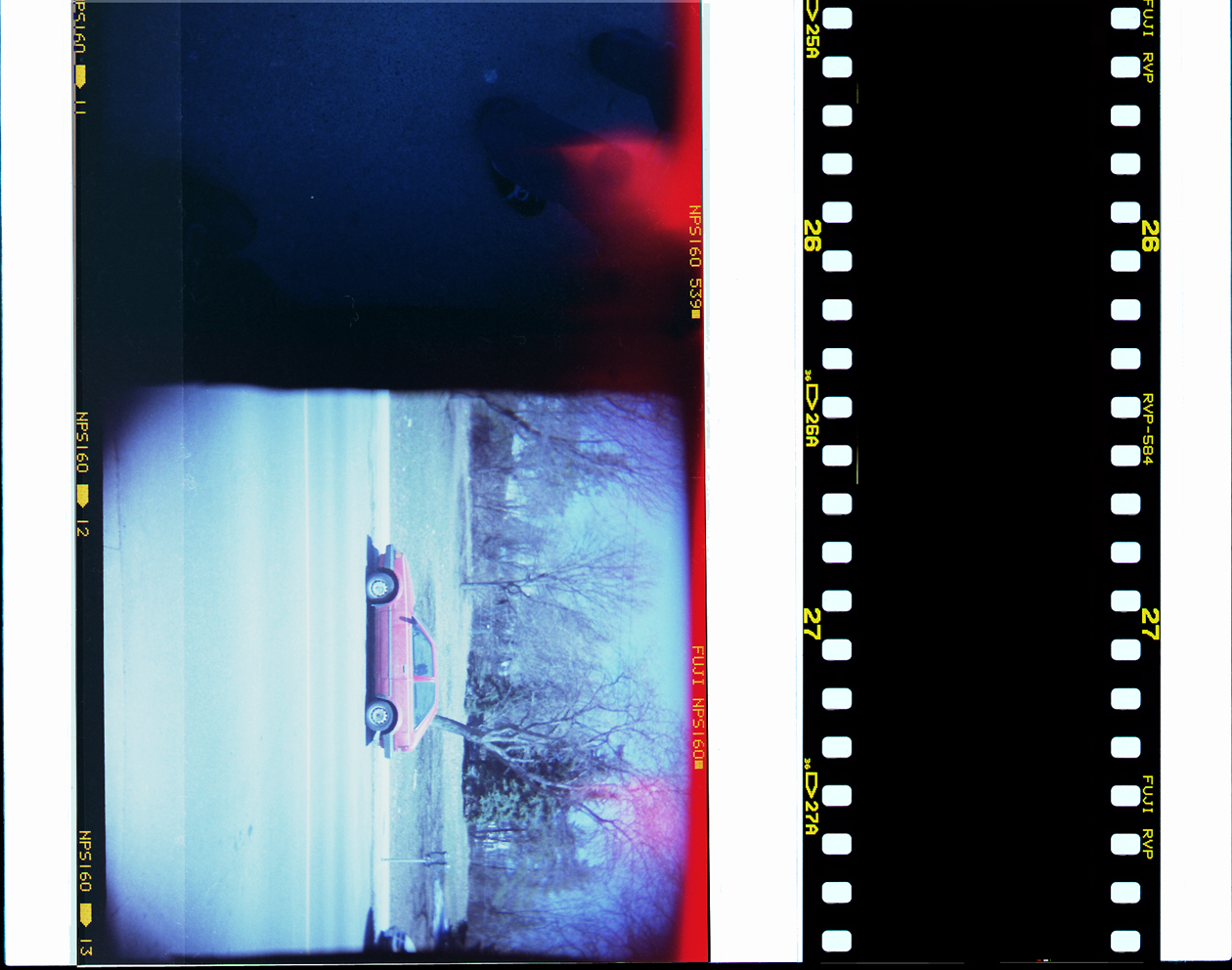
En jämförelse mellan 6 × 6 och 35 mm film.
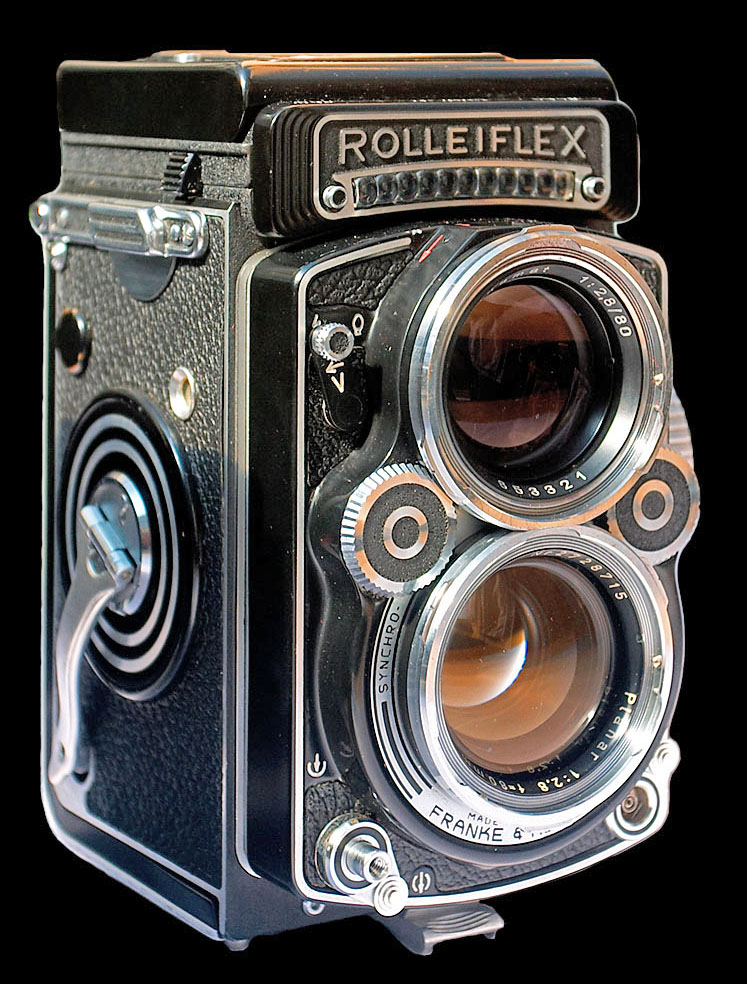
Rolleiflex-kamera, tvåögd mellanformatskamera för 6 × 6 cm.
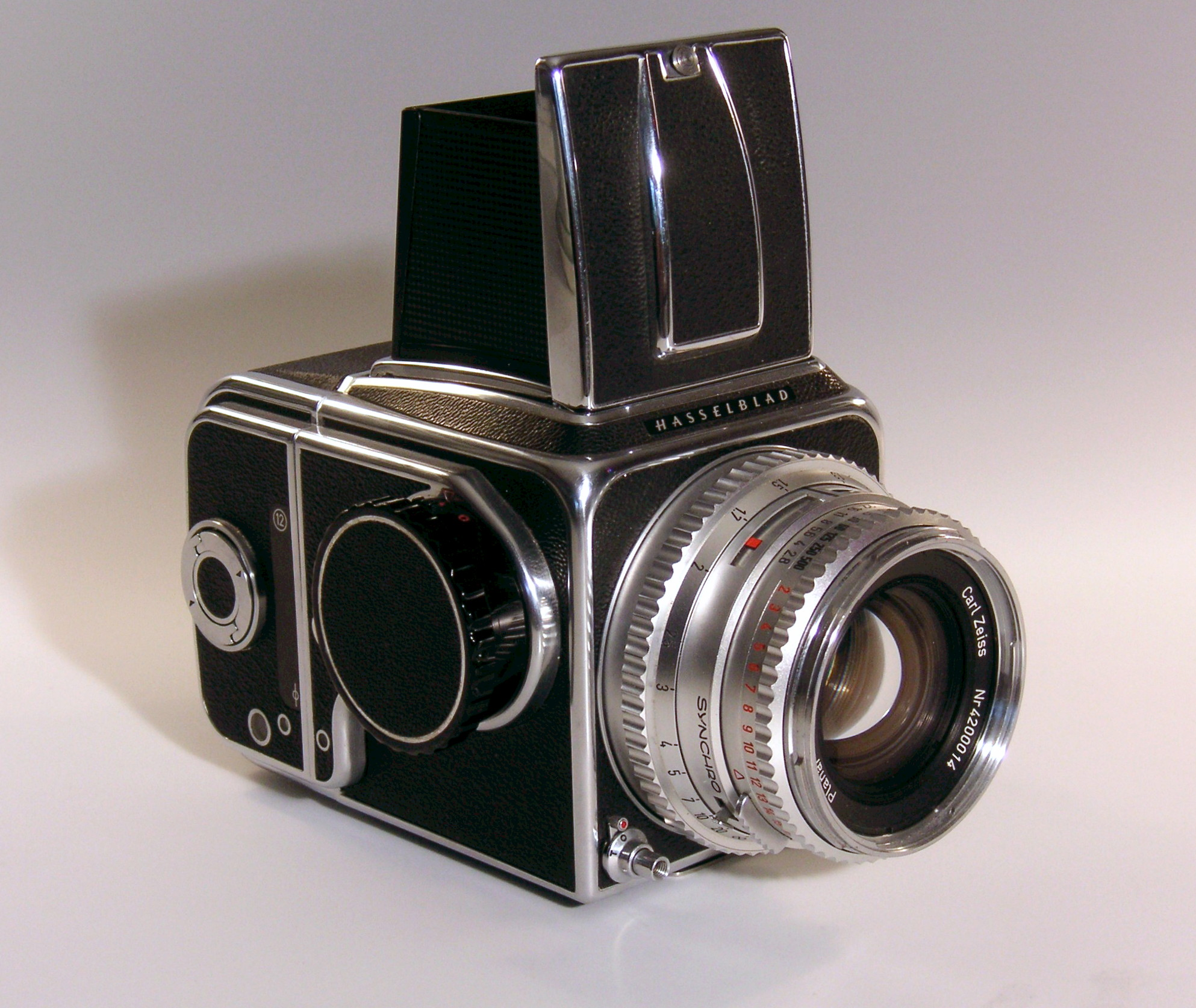
Hasselblad 500C klassisk mellanformatkamera för 6 × 6 cm.